# ياسوهيرو ناكاسونه
ياسوهيرو ناكاسونه (باليابانية: 中曾根 康弘 ناكاسونه ياسوهيرو) ، 27 مايو 1918 - 29 نوفمبر 2019) سياسي ياباني شغل منصب رئيس الوزراء الياباني، ورئيس للحزب الليبرالي الديمقراطي من 1982 إلى 1987. وعضوًا في مجلس النواب. ممثلين لأكثر من 50 سنة. اشتهر بتوجيهه نحو خصخصة الشركات المملوكة للدولة، وللمساعدة في إنعاش القومية اليابانية خلال فترة رئاسته للوزراء، يعتبر أكبر زعيم دولة سابق عاش حتى عمر 101 عامًا حين وفاته في عام 2019.

## نشأته
وُلد ناكاسوني في تاكاساكي بجونما في 27 مايو 1918 ، وهي مقاطعة في وسط اليابان.

## معرض صور

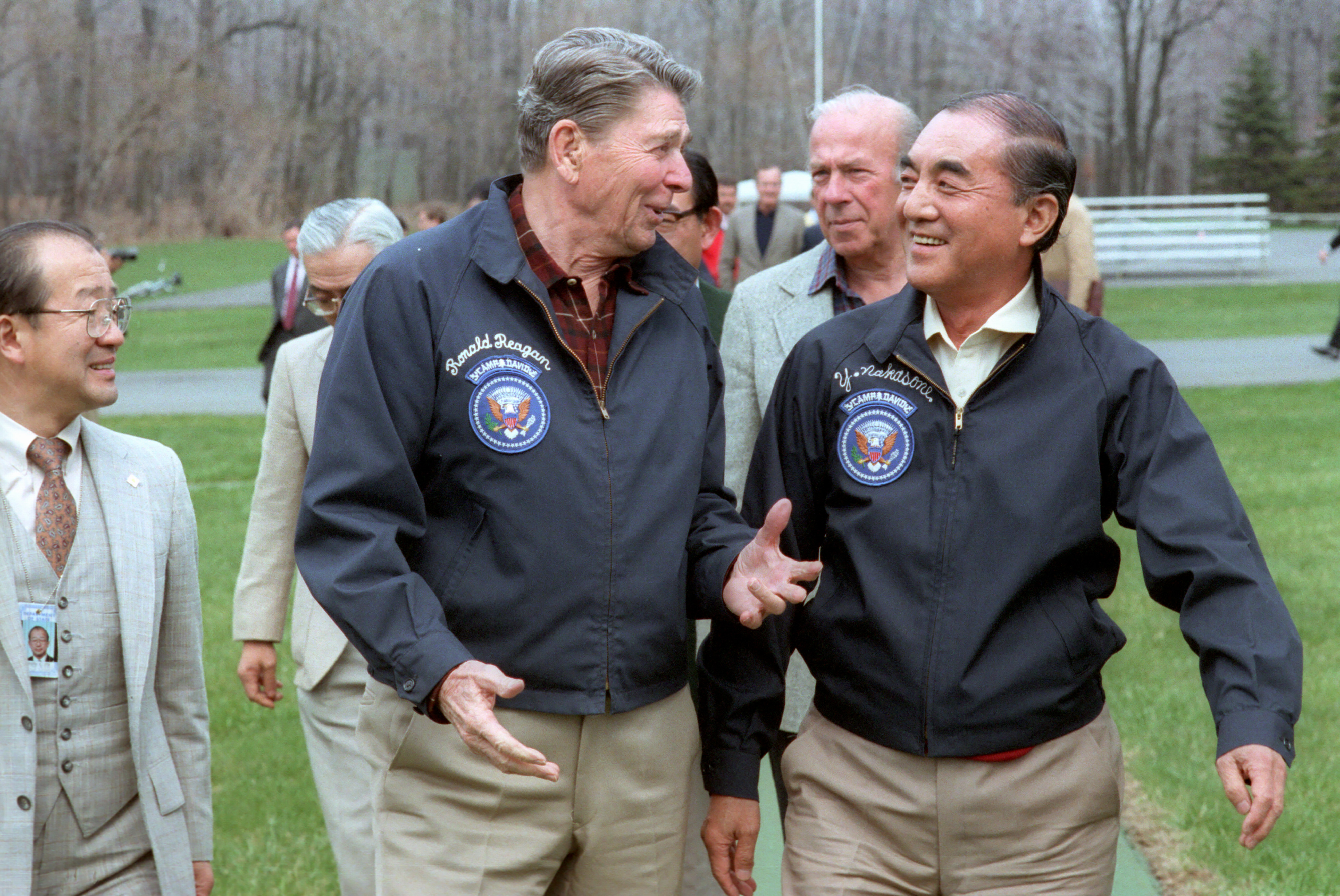
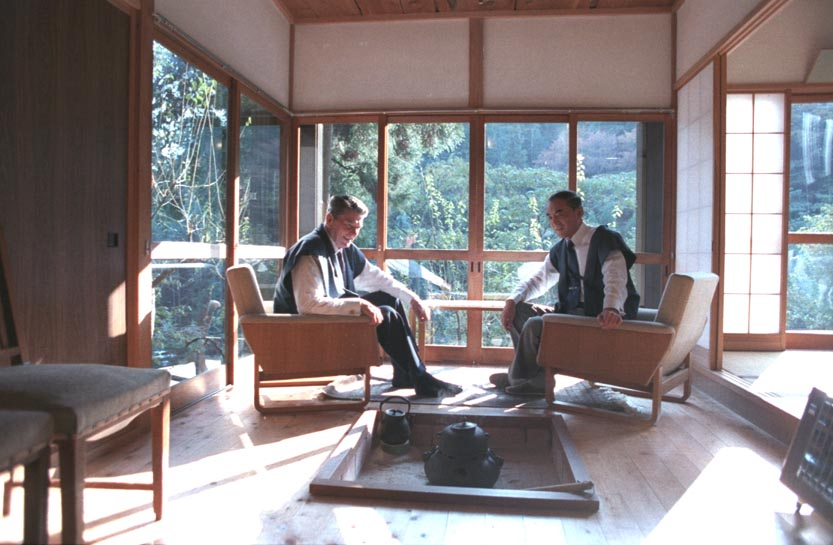
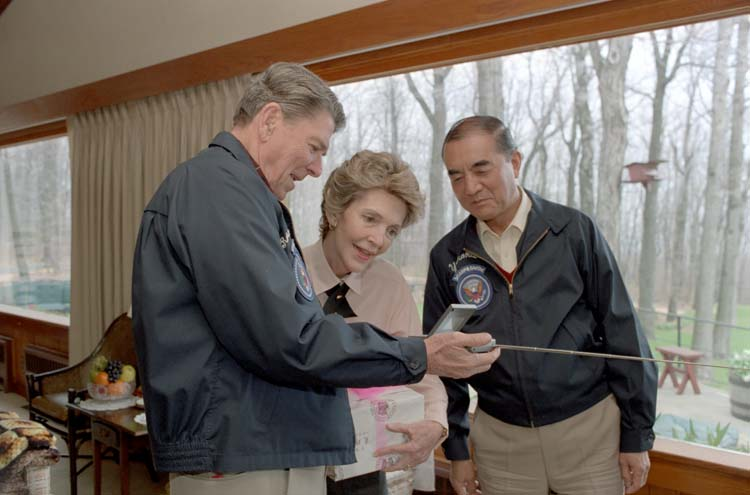

## روابط خارجية
- ياسوهيرو ناكاسونه على موقع الموسوعة البريطانية (الإنجليزية)
- ياسوهيرو ناكاسونه على موقع مونزينجر (الألمانية)
- ياسوهيرو ناكاسونه على موقع إن إن دي بي (الإنجليزية)